# Življenje v oceanih
Nekateri deli oceanov so skoraj mrtvi, ponekod pa živi več živali kot kjerkoli drugje na planetu.
V miljardi ali več letih od razvoja prve živalske vrste se med morskimi živalmi nenehno povečuje tekmovanje v boju za obstanek. Poleg množice mikroskopsko majhnih živalih bivajo v oceanih tudi največji plenilci na svetu. Obstanek številnih živali je precej odvisen od njihovih obrambnih sposobnosti.

## Globina
Predeli globokega morja se začnejo pri globini okrog 200m. Od te globine naprej pa vse do 1000m je predel somraka, kamor prodre še nekaj svetlobe, pod 1000m globine pa je popolna tema. Ker so rastline odvisne od svetlobe, tako globoko ne morejo živeti. 
Kljub mrazu in temi so se nekatere živali prilagodile življenju v morskih globinah. Tu je živih bitij bistveno manj kot drugje v oceanu, prebivalci teh predelov so razvili uspešne načine, kako najti hrano in partnerja. 

## Uravnavanje plovnosti
Z izjemo živali, ki se lahko potapljajo v velike globine, je v oceanih malo tistih, ki bi lahko živele v različnih morskih globinah. Večinoma so prilagojene življenju v določeni globini, v kateri ostajajo s pomočjo posebnih priprav za uravnavanje plovnosti. Vijoličaste morske polže in druge živali, ki lebdijo na gladini, držijo h kvišku preprosti plovci, napolnjeni z zrakom ali drugo snovjo, ki je lažja od vode. 

## Hrana v morju
V oceanih je veliko hrane, vendar se morajo živali precej potruditi, da za iskanje hrane v velikanskem bivališču ne porabijo preveč energije. Nekatere živali lovijo predvsem velik plen. Tako se kiti glavači potapljajo več kot 1000m globoko in lovijo velelignje, drugi plenilci pa plen raje preganjajo bližje morski gladini. Nekatere velike morske živali se hranijo z drobnimi planktonskimi bitji, ki jih pogosto precejajo iz vode skozi škrge. Številni precejevalci dobijo tako dovolj hrane za svoje velikansko telo. Med takšne sodijo tudi vosati kiti ter nekateri drugi  največji morski psi. V globinah živijo tudi plenilci, med njimi nenavadne ribe, ki lovijo v popolni temi na dnu ali ob njem. Ker tam ni veliko hrane morajo ti plenilci izkoristiti vsako priložnost, da pridejo do hrane. Številni med njimi imajo velikanska usta in raztegljiv želodec, da lahko pogoltnejo tudi plen, ki je skoraj njihove velikosti.

### Izogibanje plenilcem
Na odprtem morju živali nimajo skrivališč, kamor bi se lahko zatekle pred plenilci. Nekatere preslepijo plenilce z varovalnimi barvami, druge pa se drugače izognejo napadom plenilcev. Za počasi plavajoče [[|Nevretenčarji|nevretenčarje]], ki sestavljajo plankton, je prozorno telo zelo zanesljivo krtije. Številne planktonske živali so skoraj steklasto prozorne, zato jih plenilci celo iz bližine ne opazijo. Plankton sestavljajo predvsem nekaj mm dolge živali, nekateri plaščarji pa sestavljajo prosojne cevaste kolonije, ki so lahko dolge več kot 3m.
Tudi nekatere ribe so lahko v mladosti prosojne, kot odrasle pa so drugačnih varovalnih barv. Skoraj vse vrste iz osvetljenih delov odprtega morja imajo temen hrbet in precej svetlejši trebuh. Plenilci iz globjih voda gledajo proti svetlobi in ribo zaradi svetlega trebuha težko opazijo, morske ptice in drugi plenilci zvrha pa temni ribji hrbet težko razločijo od temnih morskih globin.

## Življenje v skupinah
Velike skupine kopenskih živali se po številu ne morejo meriti z jatami morskih živali. V ribjih jatah je pogosto več milijonov živali, nekatere planktonske živali pa sestavljajo več kot 100km dolge gmote. Te velikanske skupine morskih živali so  večinoma lahek plen plenilcev. Kiti se bašejo z velikanskimi količinami krila, drugi plenilci pa se zaganjajo v velike ribje jate. Kljub temu so živali v jati bolj na varnem kot zunaj nje - plenilci veliko skupino težko presenetijo, poleg tega pa iz nje težko izberejo posamezne živali.
Nekaj vrst morskih živali, med njimi tudi delfini, živi v družbeno visoko urejenih skupinah. Delfini s pomočjo eholokacije poiščejo plen, opozarjajo drug drugega na nevarnosti in se sporazumevajo med lovom.

### Selitve
Številne morske živali med njim tudi največje vrste kitov se redno selijo med tropskimi morji, kjer se razmnožujejo in hladnejšimi kjer se hranijo. Sivi kiti imajo najbrž najdaljše selitvene poti, saj na vsakoletnih selitvah prepotujejo v vsem živjenju do 800.000km, kar je dvakratna razdalja do meseca. Velike razdalje prepotujejo tudi tuni. Morske živali odraščajo dve ali tri desetletja v morju, vendar si natančno zapomnijo kraj, kjer so se izlegle, in nato ob spolni zrelosti vsako leto pridejo odlagat jajca na isti del. Na manjše razdalje se selijo tudi nekatere vrste rib, ki se vsako leto odpravijo na drstišča v priobalna morja.
Selitve morskih živali so večinoma vezane na letne čase, nekatere živali pa se zaradi prehranjevanja selijo vsak dan. Planktonske živali se ponoči pogosto dvignejo k površini, podnevi pa potonejo globlje v vodo. Njim sledijo nekateri plenilci, ki se hranijo s planktonom, dnevno-nočnemu ritmu selitve pa sledijo tudi večje ribe. Te navpične selitve pokažejo celo ladijski sonarji, ki zaznajo zvečer dviganje, zjutraj pa spuščanje odbojne plasti.